# Лобнор
Ло́бнор (кит. 罗布泊, пін. Luóbù Pō) — солоне безстічне озеро на заході Китаю в Кашгарській (Таримській) улоговині, на висоті 780 м; площа змінюється залежно від стоку річок Тариму, Кончедар'ї та Черчендар'ї, до 2 600 км².

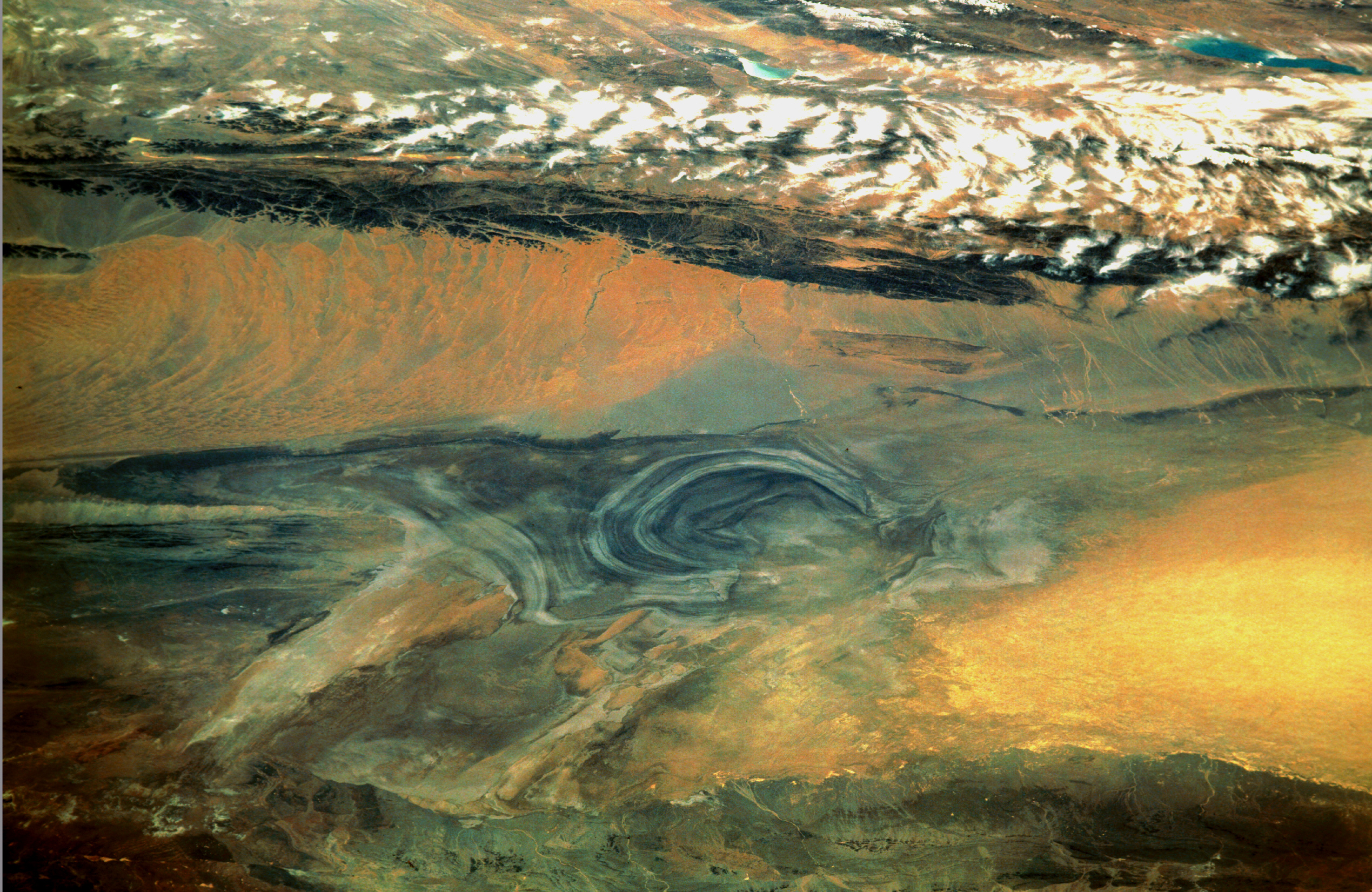
Супутникове зображення колишнього морського басейну Лобнора

Сучасний Лобнор є залишком історичного постльодовикового озера Тарим, яке колись мало площу в Таримському басейні 28 000 км². Воно утворилось в льодовиковий період. Льодовики в той час спускались з гір далеко вниз, танули в міжгірних улоговинах, де й утворилась велетенська водойма. Зараз озеро поступово висихає. В IX—X столітті площа Лобнора досягала 14 000 км², на 1928 рік він мав площу понад 100 км², з того часу берег відступив на 30-40 км на захід.
Місце розташування, розміри, контури і солоність води Лобнора сильно змінюються, що зумовлено головним чином змінами витрат води і міграціями русел гирлових ділянок, що живлять озеро річок Тарим і Кончедар'я.
Дві головні причини скорочення озера: розбір води з річок Таримського басейну та вирубка дерев по берегах.
Найбільша площа сучасного Лобнору понад 3 тис. км², довжина понад 100 км, середня глибина близько 1 м. Лобнор облямований топкими солончаками і болотами, в маловоді періоди розпадається на декілька плес або пересихає, покриваючись шаром солі. Льодостав з листопада по березень, велика частина Лобнору промерзає до дна. В окремі роки внаслідок міграції русла Тарим не досягає Лобнору, відхиляється на південь і, зливаючись з Черчендар'єю, наповнює озеро Кара-Кошун.

## Ядерні випробування
В 1964 році на Лоб-Нор були проведені перші в Китаї ядерні випробування, кодове ім'я проекту «596». З 1964 року озеро використовувалось як ядерний полігон.
До 1996 року на полігоні було проведено 45 ядерних випробувань.